# Loto (mitologia)
Il loto (in greco antico λωτός, lōtós) è un albero da frutto a cui si fa riferimento nella mitologia greca e romana.
Omero lo descrive nell’Odissea come un albero dai frutti che si diceva provocassero un piacevole torpore se ingeriti, e fossero  l'unico nutrimento di un popolo isolano detto Lotofagi. Ogniqualvolta si fossero cibati del frutto, avrebbero dimenticato i propri cari e avrebbero perduto il desiderio di tornare in patria, per vivere piuttosto nell'ozio.
Tra le possibili identificazioni botaniche del loto, si ricordano il kaki (Diospyros lotus), un albero semi-sempreverde originario del sud-ovest asiatico e del sud-est europeo che cresce fino a circa 7,5 metri di altezza e ha fiori giallo-verdi; e il Ziziphus lotus, una pianta con frutti commestibili strettamente imparentata con il giuggiolo, originaria della regione mediterranea, dell'Asia e del Nordafrica.
Nelle Metamorfosi di Ovidio, la ninfa Lotide era la bellissima figlia di Nettuno, il dio dei mari. Per sfuggire alle violente attenzioni del dio Priapo, supplicò gli dei per il loro intervento, e questi risposero alle sue preghiere trasformandola in un albero di loto.
Il Corano ha una pianta leggendaria omonima, che segna la fine del settimo cielo. Nella Bibbia, il Libro di Giobbe ha due versi (40:21–22) contenenti la parola ebraica צֶאֱלִים  (tse'elim), che non appare da nessun'altra parte nella Bibbia. La parola viene tradotta spesso come “alberi di loto”, in altri casi viene reso semplicemente come "alberi ombrosi". 

## Altre Voci
- Odissea
- Loto (genere)
- Lotofagi
- Le Metamorfosi